# Квинт Тиней Сацердот
Квинт Тине́й Сацердо́т (лат. Quintus Tineius Sacerdos) — римский государственный деятель конца II века — начала III века.

## Биография
Его отцом был консул 158 года Квинт Тиней Сацердот Клемент, а братьями — консул 182 года Квинт Тиней Руф и консул 195 года Квинт Тиней Клемент. В 192 году Сацердот занимал должность консула-суффекта. В 198/199 году он был проконсулом провинции Вифиния и Понт. Позднее, в правление Септимия Севера, Сацердот находился на посту проконсула Азии (в 209/210 или 210/211 году). В 219 году он занимал должность ординарного консула вместе с императором Гелиогабалом.
С 70-х годов II века Сацердот входил в состав жреческой коллегии палатинских салиев.